# Castlevania (datorspel)
Castlevania är det första spelet i TV-spelsserien med samma namn skapat av Konami. Spelet släpptes först till NES (1986) men släpptes senare även till Amiga, Commodore 64 och Game Boy Advance samt många fler konsoler. Även en arkadversion släpptes, som kallades VS Castlevania.

## Spelsystem
Castlevania är ett typiskt plattformsspel ifrån 8 bitars-eran. Spelet innehåller sex nivåer som spelas framåt hela tiden, man kan inte gå tillbaka till tidigare nivåer. Spelaren kontrollerar Simon Belmont, primärattacken är att piska, som kan bli uppgraderad till bättre piskor med hjälp av specialföremål som kan förlänga piskan under spelets gång. Det finns även sekundärvapen som har andra typer av attacker. Genom att krossa ljus och andra föremål så kan man komma över specialföremålen och även hjärtan som krävs för att använda ens sekundärvapen. Simon kan bara bära ett sekundärvapen åt gången.
Många spelare har klagat på Castlevanias kontroll, framförallt att man inte kan ändra riktning i luften när man hoppar, eller hoppar på/av trappor. Gamla spel betraktas som en större utmaning på grund av dessa hinder och därför betraktas den här bristen i NES-spelen som ett av de nostalgiska och problematiska momenten.
Var och en av Castlevanias sex nivåer har en boss. De här bossarna är kända skräckgestalter från skräckfilmer, litteratur och legender, bland annat möter man Frankensteins monster, Medusa och Liemannen.
Musiken är komponerad av Kinuyo Yamashita.